# Тенно (провінція Тренто)
Тенно (італ. Tenno) — муніципалітет в Італії, у регіоні Трентіно-Альто-Адідже,  провінція Тренто.
Тенно розташоване на відстані близько 470 км на північ від Рима, 28 км на південний захід від Тренто.
Населення — 2038 осіб (2014).
Щорічний фестиваль відбувається 8 грудня. Покровитель — Immacolata Concezione.

## Демографія
Населення за роками:

Станом на 1 січня 2023 року в муніципалітеті офіційно проживали 142 іноземці з 32 країн, серед них 72 громадяни країн Євросоюзу та 3 громадяни України.

## Сусідні муніципалітети
- Арко
- Кончеї
- Ф'яве
- Ломазо
- Рива-дель-Гарда